# Moquegua (département)
Pour les articles homonymes, voir Moquegua.
Le département de Moquegua (en espagnol : Departamento de Moquegua) est l'une des 24 régions du Pérou. Elle est située au bord de l'océan Pacifique. Sa capitale est la ville de Moquegua.

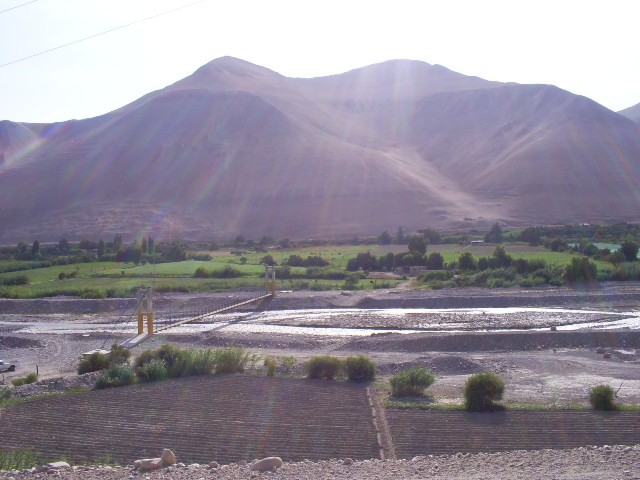
Vallée de Moquegua

## Divisions
La région est divisée en trois provinces :
|  | - Province de Mariscal Nieto - Province de General Sánchez Cerro - Province d'Ilo |